# Pink Prison
Pink Prison es una película del año 1999 dirigida por Lisbeth Lynghøft y protagonizada por Katja Kean.
La película es producida por la compañía cinematográfica Zentropa de Lars von Trier.
Es la segunda parte de la trilogía de Puzzy Power Manifesto, que se completa con Constance (1998) y All About Anna (2005). Es, además, la segunda película de hardcore pornográfico en ser producida por un estudio dedicado al cine convencional.

## Trama
Katja Kean interpreta a una fotógrafa y periodista, Mila, quien entra a una prisión para obtener una entrevista con un misterioso guardián y ganar una apuesta con su publicador. Diversos encuentros con presos y miembros del personal, incluyendo al jefe de la prisión (Mr. Marcus) la van acercando gradualmente a su objetivo, pero no todo es tal como parece.